# Thomas Fahrer
Thomas «Tom» Fahrer (* 11. September 1955 in Bern) ist ein Schweizer Jazz- und Bluesmusiker (Schlagzeug).

## Leben und Wirken
Fahrer wurde von 1972 bis 1981 am Schlagzeug von Marc Hellman unterrichtet; anschliessend studierte er an der Swiss Jazz School in Bern. Zwischen 1979 und 1981 war er als Musiker am Stadttheater Bern in Produktionen wie «Die Vögel», «The Fantasticks» oder «Godspell» (Regie Anna Vaughan) tätig. Giancarlo Nicolai holte ihn dann mit Thomas Dürst in das Giancarlo Nicolai Trio; weiterhin trat er im  Alegretto Quintett mit u. a. Jürg Burkhart, Samuel Zingg und Samuel Joss auf. Seinen Militärdienst leistete er in der Bigband der Übermittlungstruppen. 1982 migrierte er nach Dänemark, wo er im Quintett seiner Frau, der Sängerin Githe Christensen, tätig war. Mit dem Mikael Zacho Trio entstand 1984 ein gleichnamiges Album. Weiterhin spielte er mit der Rockband Ex-Trem Normal oder Bossa Bizarre. Zwischen 1986 und 1991 arbeitete er überdies mit Jakob Hug. In der Formation Swiss’Dan-Shout, die in Dänemark und der Schweiz tourte, spielte er Modern Jazz (selbstbetitelte LP 1988).
Zurück in der Schweiz, trat er ab 1993 sehr erfolgreich im Duo mit dem Boogie-Pianisten Nico Brina auf. Das Duo veröffentlichte vier Alben bei K-tel und gewann 1995 den Kleinen Prix Walo. Mit dem Githe Christensen-Quintett legte er die CD Time to Play vor. In den nächsten Jahren gründete er die Back Beat Brothers sowie gemeinsam mit dem Gitarristen Pierre-Alain Kessi die um Bläser verstärkte Gruppe Blues de Luxe. Auch ging er mit der Boogie Connection von Thomas Scheytt auf Tournee, mit Extrem normal sowie im Duo mit Bob Barton (Boogie Street 2009). Weiterhin begleitete er Damian Bugmann und spielte in den Blues-Rock-Bands After Shave und Kessi, dem Jürg M. Rickli-Trio und Bernita Bush, aus dem das Quintett Fly entstand, und bei The Music of Harnisch um den Pianisten Christoph Harnisch.
Fahrer und Githe Christensen sind die Eltern der Sängerin Julie Fahrer.